# Honkasaari (ö i Finland, Norra Savolax, Kuopio, lat 63,13, long 27,57)
Honkasaari är en ö i Finland. Den ligger i sjön Pöljänjärvi och i kommunen Siilinjärvi i den ekonomiska regionen  Kuopio ekonomiska region  och landskapet Norra Savolax, i den centrala delen av landet, 400 km norr om huvudstaden Helsingfors. Öns area är 0,4 hektar och dess största längd är 90 meter i sydöst-nordvästlig riktning.